# Premi Goya 1996
La cerimonia di premiazione della 10ª edizione dei Premi Goya si è svolta il 27 gennaio 1996 al Palacio de Congresos di Madrid.
Nessuno parlerà di noi di Agustín Díaz Yanes ha vinto otto premi su dieci candidature.

## Vincitori e candidati
I vincitori sono indicati in grassetto, a seguire gli altri candidati.

### Miglior film
- Nessuno parlerà di noi (Nadie hablará de nosotras cuando hayamos muerto), regia di Agustín Díaz Yanes
- Il giorno della bestia (El día de la bestia), regia di Álex de la Iglesia
- Boca a boca, regia di Manuel Gómez Pereira

### Miglior regista
- Álex de la Iglesia - Il giorno della bestia (El día de la bestia)
- Manuel Gómez Pereira - Boca a boca
- Pedro Almodóvar - Il fiore del mio segreto (La flor de mi secreto )

### Miglior attore protagonista
- Javier Bardem - Boca a boca
- Álex Angulo - Il giorno della bestia (El día de la bestia)
- Federico Luppi - Nessuno parlerà di noi (Nadie hablará de nosotras cuando hayamos muerto)

### Migliore attrice protagonista
- Victoria Abril - Nessuno parlerà di noi (Nadie hablará de nosotras cuando hayamos muerto)
- Ariadna Gil - Antárdida
- Marisa Paredes - Il fiore del mio segreto (La flor de mi secreto)

### Miglior attore non protagonista
- Luis Ciges - Así en el cielo como en la tierra
- Federico Luppi - La ley de la frontera
- Fernando Guillén Cuervo - Boca a boca

### Migliore attrice non protagonista
- Pilar Bardem - Nessuno parlerà di noi (Nadie hablará de nosotras cuando hayamos muerto)
- Chus Lampreave - Il fiore del mio segreto (La flor de mi secreto)
- Rossy de Palma - Il fiore del mio segreto (La flor de mi secreto)

### Miglior attore rivelazione
- Santiago Segura - Il giorno della bestia (El día de la bestia)
- Carlos Fuentes - Antárdida
- Juan Diego Botto - Storia di Kronen (Historias del Kronen)

### Migliore attrice rivelazione
- Rosana Pastor - Terra e libertà (Land and Freedom)
- Amara Carmona - Alma gitana
- María Pujalte - Entre rojas

### Miglior regista esordiente
- Agustín Díaz Yanes - Nessuno parlerà di noi (Nadie hablará de nosotras cuando hayamos muerto)
- Manuel Huerga - Antárdida
- Icíar Bollaín - Hola, ¿estás sola?

### Miglior sceneggiatura originale
- Agustín Díaz Yanes - Nessuno parlerà di noi (Nadie hablará de nosotras cuando hayamos muerto)
- Joaquín Oristrell, Naomi Wise, Juan Luis Iborra e Manuel Gómez Pereira - Boca a boca
- Jorge Guerricaechevarría e Álex de la Iglesia - Il giorno della bestia (El día de la bestia)

### Miglior sceneggiatura non originale
- Montxo Armendáriz e José Ángel Mañas - Storia di Kronen (Historias del Kronen)
- Jaime de Armiñán - El palomo cojo
- Ventura Pons - Il perché delle cose (El porqué de las cosas)

### Miglior produzione
- José Luis Escolar - Nessuno parlerà di noi (Nadie hablará de nosotras cuando hayamos muerto)
- Josean Gómez - Boca a boca
- Carmen Martínez - Il giorno della bestia (El día de la bestia)

### Miglior fotografia
- Javier Aguirresarobe - Antárdida
- Flavio Martínez Labiano - Il giorno della bestia (El día de la bestia)
- Vittorio Storaro - Flamenco

### Miglior montaggio
- José Salcedo - Nessuno parlerà di noi (Nadie hablará de nosotras cuando hayamos muerto)
- Teresa Font - Il giorno della bestia (El día de la bestia)
- Guillermo Represa - Boca a boca

### Miglior colonna sonora
- Bernardo Bonezzi - Nessuno parlerà di noi  (Nadie hablará de nosotras cuando hayamos muerto)
- Battista Lena - Il giorno della bestia (El día de la bestia)
- Carles Cases - Il perché delle cose (El porqué de las cosas)

### Miglior scenografia
- José Luis Arrizabalaga e Biaffra - Il giorno della bestia (El día de la bestia)
- Wolfang Burmann - Il fiore del mio segreto (La flor de mi secreto)
- Javier Fernández - La leyenda de Balthasar el castrado

### Migliori costumi
- Pablo Gago - La leyenda de Balthasar el castrado
- Estíbaliz Markiegi - Il giorno della bestia (El día de la bestia)
- María José Iglesias - La ley de la frontera

### Miglior trucco e acconciatura
- José Quetglas, José Antonio Sánchez e Mercedes Guillot - Il giorno della bestia (El día de la bestia)
- Juan Pedro Hernándes e Antonio Panizza - Il fiore del mio segreto (La flor de mi secreto)
- Ana Lozano, Carlos Paradela e Jesús Moncusi - Nessuno parlerà di noi (Nadie hablará de nosotras cuando hayamos muerto)

### Miglior sonoro
- Miguel Rejas, Gilles Ortión, José Antonio Bermúdez, Carlos Garrido e Ray Gillón - Il giorno della bestia (El día de la bestia)
- Carlos Faruolo, James Muñoz e Brian Saunders - Boca a boca
- Bernardo Menz e Graham V. Harststone - Il fiore del mio segreto (La flor de mi secreto)

### Migliori effetti speciali
- Reyes Abades, Juan Tomicic e Manuel Horrillo - Il giorno della bestia (El día de la bestia)
- Yves Domenjoud, Jean-Baptiste Bonetto, Olivier Gleyze e Jean-Christophe Spadaccini - La città perduta (La cité des enfants perdus)
- Juan Ramón Molina, Juan Tomicic e Manuel Horrillo - El niño invisible

### Miglior film europeo
- Lamerica, regia di Gianni Amelio
- Carrington, regia di Christopher Hampton
- La pazzia di Re Giorgio (The Madness of King George), regia di Nicholas Hytner

### Miglior film straniero in lingua spagnola
- Nel cuore della città - Midaq Alley (El callejón de los milagros), regia di Jorge Fons
- El elefante y la bicicleta (El elefante y la bicicleta), regia di Juan Carlos Tabío
- Sicario, regia di José Ramón Novoa

### Miglior cortometraggio di finzione
- La madre, regia di Miguel Bardem
- Entrevías, regia di Juan Vicente Córdoba
- Escrito en la piel, regia di Judith Colell
- Hábitos, regia di Juan Flahn
- Solo amor, regia di José Javier Rodríguez

### Miglior cortometraggio d'animazione
- Caracol, col, col, regia di Pablo Llorens
- Las partes de mí que te aman son seres vacíos, regia di Mercedes Gaspar

### Premio Goya alla carriera
- Federico G. Larraya